# 알래스카 항공
알래스카 항공(영어: Alaska Airlines, NYSE: ALK)은 미국의 항공사이다. 시애틀 터코마 국제공항과 포틀랜드 국제공항, 로스앤젤레스 국제공항, 테드 스티븐스 앵커리지 국제공항을 허브 공항으로 사용한다. 본사는 회사명과 달리 시애틀의 교외 지역인 시택에 있다.

## 역사
1932년 앵커리지 ~ 브리스톨 베이 사이의 지역 항공사 마쿠지 항공으로 설립 했으며 이후 합병을 반복하면서 알래스카 최대의 항공사로 성장한다. 1960년대 냉전 시대 당시 소련에 정기 항공편도 운항하고 있었다. 또한 1980년대에 미국 항공 업계의 규제 완화를 배경으로 더욱 빠르게 성장했다.
2016년 4월 4일, 알래스카 항공 그룹은 버진 아메리카를 인수하겠다고 발표하였다.

## 운항 노선
- 2016년 7월 현재 알래스카 항공은 다음과 같은 노선을 취항하고 있다.

### 코드쉐어 협정
- 알래스카 항공은 다음과 같은 항공사와 코드쉐어 협정을 맺고 있다.[4][5]

| - LATAM 칠레 - 대한항공 (스카이팀) - 싱가포르 항공 (스타 얼라이언스) - 아메리칸 항공 (원월드) - 아이슬란드 항공 - 에미레이트 항공 - 영국항공 (원월드) - 일본항공 (원월드) - 캐세이퍼시픽 항공 (원월드) - 콴타스 항공 (원월드) | - 피지 항공 (원월드) - 핀에어 (원월드) |  |

## 보유 기종

### 현재 사용하는 기종
- 2025년 8월 기준으로 알래스카 항공은 다음과 같은 기종을 보유하고 있으며 평균 기령은 8.9년이다.[6][7]

## 사진

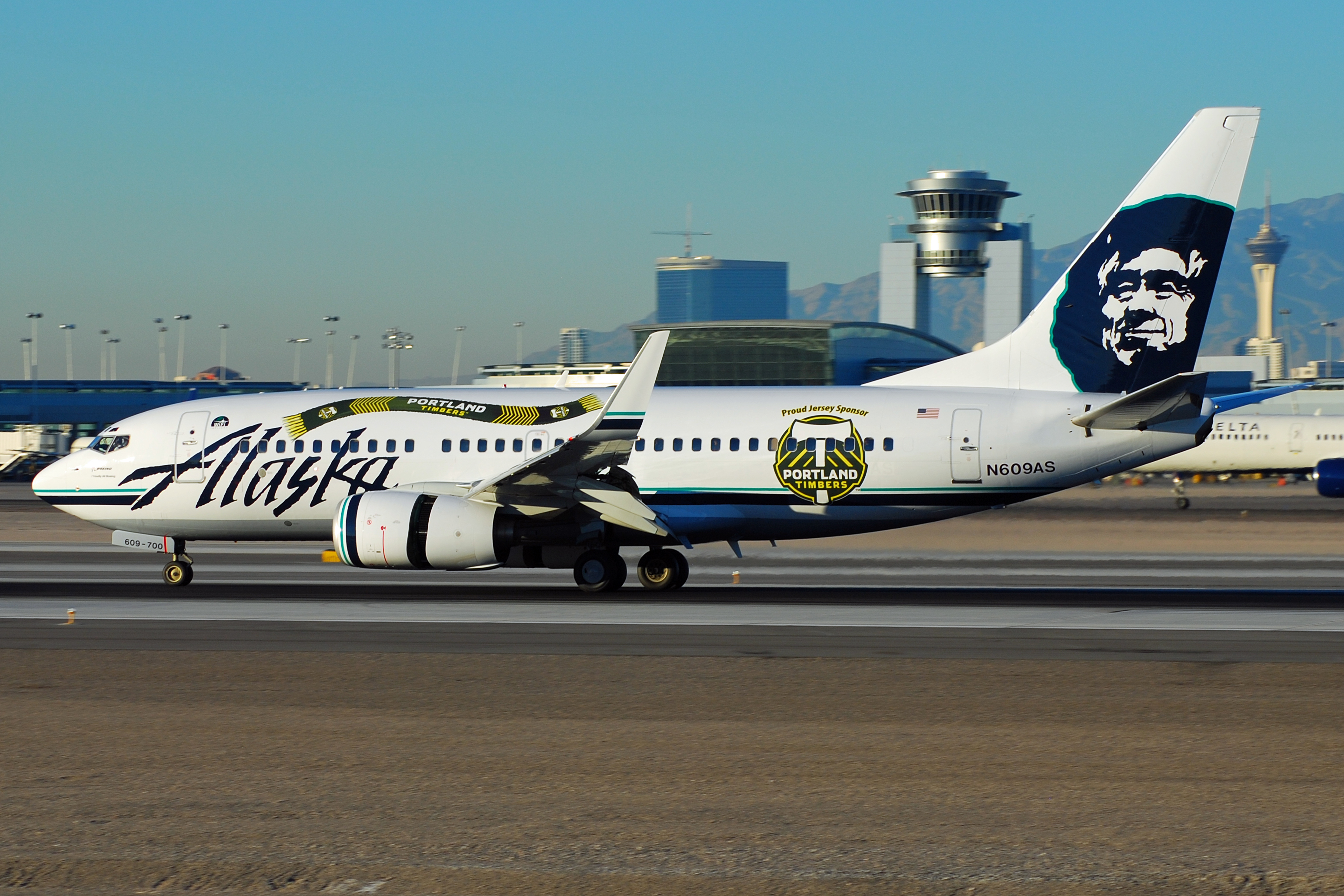
특별 도장을 적용한 알래스카 항공의 보잉 737-700
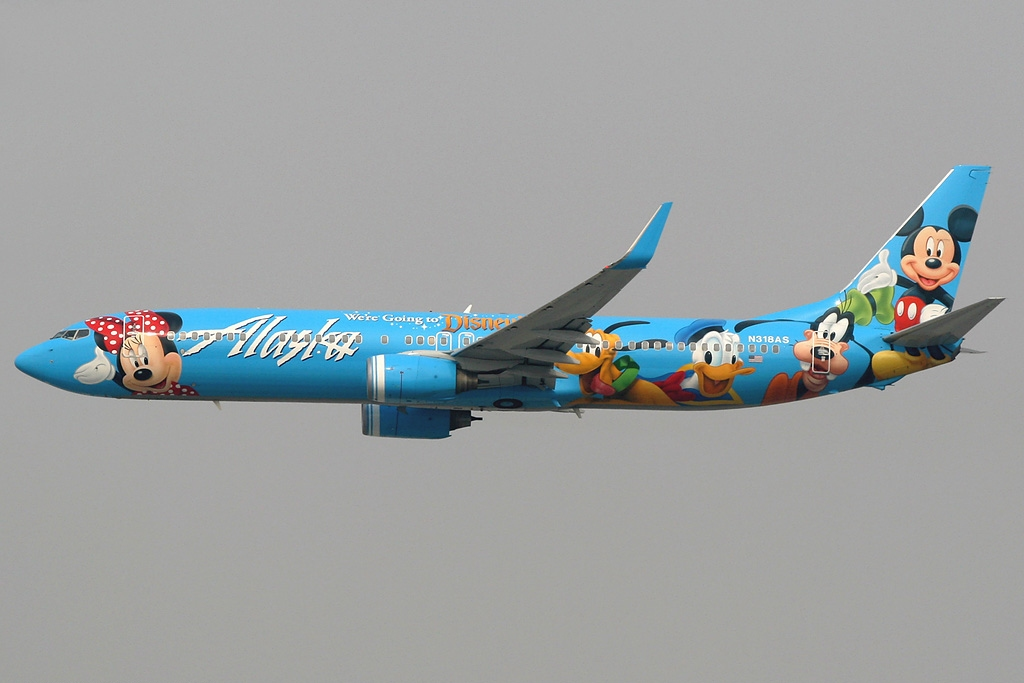
알래스카 항공의 보잉 737-900ER
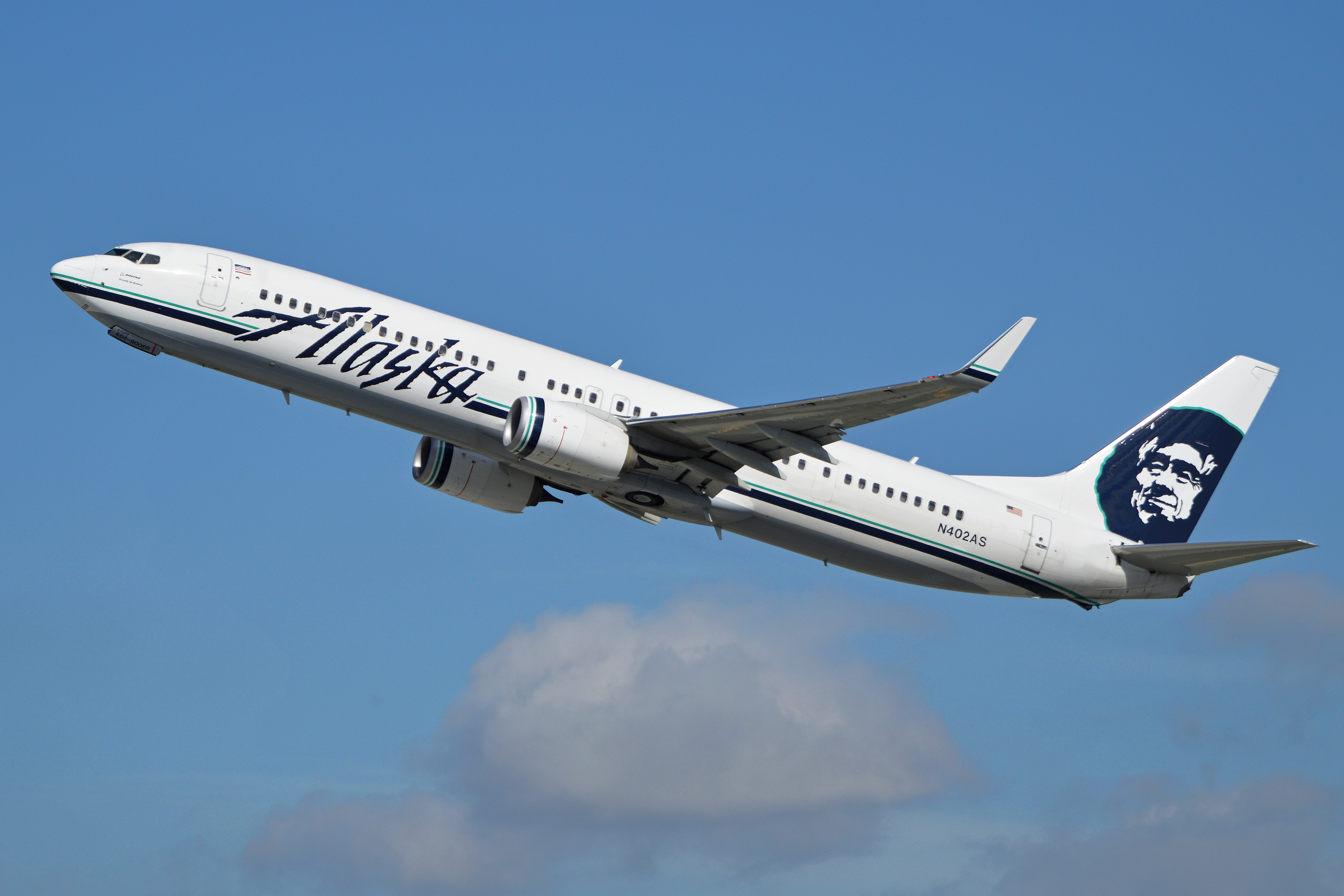
알래스카 항공의 보잉 737-900ER